# 淅川厅
淅川厅，清代的厅。治今河南省淅川县老城镇。雍正三年（1725年）原本直属于南阳府；道光十二年（1832年），清廷根据河南巡抚杨国桢的奏请，将淅川县升格为淅川厅，属南汝光淅道，改南阳府抚民同知为淅川厅抚民同知，兼管南阳府所属水利，盐捕等事务；改南阳县县丞为荆紫关分防县丞；改淅川县典史为淅川厅照磨兼司狱事。淅川厅署内设吏、户、礼、兵、刑、工六科及头二壮、头二快、头二皂六班以及捕班监狱等，此外，淅川厅设厅驿，驿站属工部车驾清吏司掌管，并在丹江通道上广设急递铺（每10里一站），传递公文。
光绪三十一年（1905年），新任河南巡抚陈夔龙以淅川界连楚、陕，教堂林立，需加强管理为由，奏准淅川厅升为淅川直隶厅，辖境约当今河南省淅川县地，直属于河南承宣布政使司。
中华民国成立后的1913年废厅改为淅川县。